# Richeut
Richeut è un racconto francese medievale in versi, composto tra il 1159 e il 1170 e considerato il precursore dei fabliau.

## Trama
Richeut è una donna di facili costumi che sfrutta gli uomini a suo esclusivo vantaggio. Non fa distinzioni tra le classi sociali facendo credere a un nobile, a un borghese e a un chierico che ciascuno di loro sia il padre di suo figlio, che ha concepito appositamente per avere più attenzione dai suoi amanti. I tre uomini riempiono di regali lei e suo figlio fino al punto di rovinare le proprie finanze. Il fanciullo, di nome Sanson, cresce con tutti i benefici che può dare la disponibilità di denaro; ritenendo di avere un ingegno superiore a quelli di tutti i suoi conoscenti, si vanta con sua madre di non avere più niente da imparare perché può facilmente condurre ogni donna prima nel suo letto, poi nella prostituzione. Richeut però lo canzona e lo mette in guardia sul fatto che le donne sono traditrici. Punto nel vivo, Sanson dichiara che nessuna donna si prenderà mai gioco di lui, e se ne va di casa per iniziare un suo percorso nel mondo. Nel corso dei suoi viaggi conquista donne di tutti i paesi e sfida gli uomini ai dadi, facendosi persino monaco all'abbazia di Clairvaux per un breve tempo. Dopo dodici anni in cui ha deflorato pulzelle, le ha avviate alla prostituzione e ha giocato d'azzardo, torna alla città di sua madre. Quest'ultima, al contrario di lui, lo riconosce, e fa in modo di provargli che la sua vanteria è sbagliata. Gli fa credere che Herselot, la sua fedele servitrice, sia una giovane vergine che non riuscirà mai a convincere a giacersi con lui. Sanson, Più deciso che mai a mostrarle che si sbaglia, ordisce un piano per trionfare sull'inconquistabile e crede di aver avuto successo nell'impresa. Tuttavia, durante il coito, scopre che la donna non è più vergine di quanto non sia lui. Nel frattempo, Richeut chiede a sette uomini di sua conoscenza di picchiare suo figlio, ma senza arrivare a ucciderlo. Prima che Sanson possa lasciare il letto di Herselot, gli uomini iniziano a picchiarlo; Richeut allora interviene, facendogli credere che lo stia salvando dai suoi assalitori. La sua spacconata di dodici anni prima si è dimostrata falsa.

## Particolarità
Sebbene Richeut condivida molte delle caratteristiche dei favolelli successivi, possiede alcune caratteristiche singolari:
- tratta delle conseguenze di un rapporto sessuale;
- rompe il tabù dell'incesto;
- è insolitamente lungo (1318 versi);
- il carattere dei personaggi si modifica durante la vicenda;
- i personaggi di Richeut e della sua serva Herselot si ritrovano anche in altri testi.[3]

## Edizioni italiane
- Richeut, in Fabliaux. Racconti francesi medievali, collana I millenni, a cura di Rosanna Brusegan, Torino, Einaudi, 1980,  pp. 2-69 e 405-409 (note), ISBN 88-06-51086-X.